# Daniel Mendoza Leal
Daniel Emilio Mendoza Leal (Bogotá, 8 de abril de 1972) es un activista político, periodista, escritor, criminólogo y abogado colombiano. Es Productor y Director de la serie web Matarife,

## Biografía
Nació en Bogotá. Estudió derecho en la Universidad Externado de Colombia, donde fue influenciado por su profesor Julio César Ortiz, con quien luego tuvo cercanía en el Club El Nogal. Fue fundador de La Nueva Prensa y posteriormente colaborador del mismo medio, tras haber sido expulsado del periódico El Tiempo por «un artículo que denunciaba vínculos de corrupción y pedofilia en sectores de la élite». Posteriormente trabajó en otros medios de comunicación como Las2orillas y KienyKe.com.
Durante su carrera como abogado ha participado de varios litigios y procesos relevantes como el carrusel de la contratación, Agro Ingreso Seguro, Parapolítica, Yidispolítica, entre otros. Fue partícipe del caso Colmenares, siendo representante y defensor de Laura Moreno, una de las sospechosas de la desaparición de Luis Andrés Colmenares. También ha ejercido como abogado defensor de la senadora Piedad Córdoba en varias ocasiones.
En 2013 publicó el libro El diablo es dios, el cual relata hechos de corrupción cometidos en el club El Nogal. En 2022 lanzó Innombrable, una novela que cuenta «la estructura criminal de la mafia, el narcotráfico junto al poder político», además relata hechos de corrupción como el lavado de dinero por parte de empresarios colombianos.
Con la producción de Matarife ganó varios premios nacionales e internacionales como los premios India Catalina en 2021, también el premio Mirada 2022 del Festival de Cine y Derechos Humanos de Barcelona, España y el Festival de Cine de Londres en la categoría mejor serie documental.
El escritor y abogado Daniel Mendoza Leal se ha destacado por su incansable labor en la denuncia de la corrupción y los abusos del poder en Colombia. En 2016, su artículo sobre Uribe Noguera y la sociopatía institucional expuso vínculos incómodos, lo que derivó en su expulsión del Club El Nogal y la censura de su espacio en El Tiempo. A pesar de las represalias, su compromiso con la verdad permanece inquebrantable. 
En diciembre de 2024, Daniel Mendoza Leal rechazó la propuesta del presidente Gustavo Petro para ocupar el cargo de embajador en Tailandia. La decisión se debió a la controversia generada por fragmentos de su obra "El Diablo es Dios", publicados en 2013 en X (antes Twitter), que algunos usuarios malinterpretaron como opiniones personales. Para evitar mayores polémicas, Mendoza optó por declinar la propuesta del Presidente de Colombia.
En marzo de 2025, Daniel Mendoza Leal presentó el tráiler de su nueva producción titulada Medellín es de Ellos, una serie escrita y dirigida por él. La trama se centra en la denominada "oficina de Envigado" y su estreno está previsto para el 30 de abril de 2025. El proyecto marca un nuevo hito en la trayectoria profesional de Mendoza, quien continúa consolidándose como un creador destacado en la industria del entretenimiento.

## Obras
- 2013: El diablo es dios. Grupo Planeta. ISBN 978-628-00-0282-8.
- 2022: Innombrable. Editorial Planeta. ISBN 978-958-42-3443-8.

## Premios y nominaciones

### Nacionales
| Premio         | Serie    | Año  | Categoría                            | Resultado |
| -------------- | -------- | ---- | ------------------------------------ | --------- |
| India Catalina | Matarife | 2021 | Mejor producción en línea            | Ganador   |
| India Catalina | Matarife | 2021 | Mejor producción de serie documental | Ganador   |

### Internacionales
| Año  | Festival                                    | Categoría / Reconocimiento                 |
| ---- | ------------------------------------------- | ------------------------------------------ |
| 2022 | Gully International Film Festival (India)   | Award Winner                               |
| 2022 | Hispanic International Film Festival        | Outstanding Excellence                     |
| 2023 | Europe International Film Festival          | Official Selection                         |
| 2022 | Hispanic International Film Festival        | Best of Show                               |
| 2022 | Toronto Independent Film Festival of Cift   | Award Winner                               |
| 2022 | K Asif Chambal International Film Festival  | Award Winner                               |
| 2022 | Baltimore Next Media Web Fest               | Official Selection                         |
| 2022 | Seoul Webfest                               | Official Nominee (Matarife - Best Editing) |
| 2022 | Rio Webfest                                 | Official Selection                         |
| 2022 | Seoul Webfest                               | Nominee (Matarife - Best Documentary)      |
| 2022 | London Int Web & Short Film Festival        | Best Documentary (Matarife - The Butcher)  |
| 2022 | Premios India Catalina                      | Categoría no especificada                  |
| 2022 | Gully International Film Festival (India)   | Award Winner (Categoría no especificada)   |
| 2022 | Hispanic International Film Festival        | Outstanding Excellence                     |
| 2022 | Hispanic International Film Festival        | Best of Show                               |
| 2023 | Europe International Film Festival          | Official Selection                         |
| 2023 | Rencontres Cinélatino Toulouse              | Hors compétition                           |
| 2022 | Madrid Indie Film Festival                  | Official Selection                         |
| 2022 | Mirada Barcelona Human Rights Film Festival | Award Winner                               |
| 2022 | Seoul Webfest                               | Best Documentary                           |
| 2022 | Rio Webfest                                 | Official Selection                         |
| 2022 | Baltimore Next Media Web Fest               | Official Selection                         |
| 2022 | K Asif Chambal International Film Festival  | Award Winner                               |
| 2022 | Seoul Webfest                               | Best Editing                               |

## Nombramiento como Embajador de Tailandia

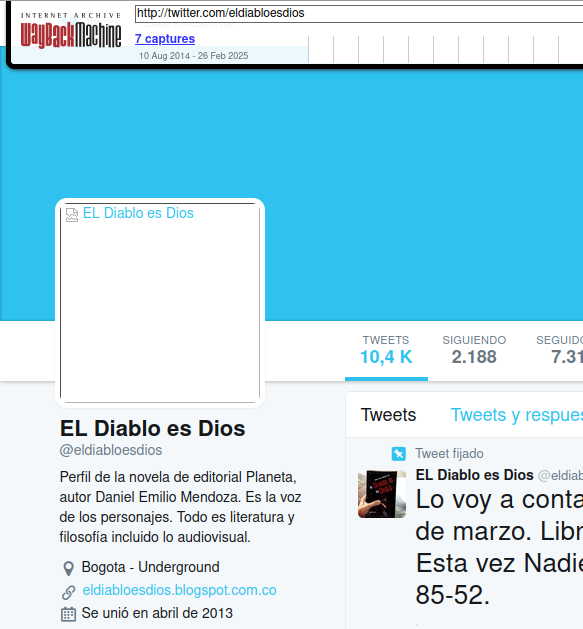
Biografía de la cuenta de Twitter @eldiabloesdios para el año 2017, información recuperada de Way Back Machine

En diciembre de 2024, se conoció que el Ministerio de Relaciones Exteriores de Colombia solicitó el beneplácito para que Daniel Mendoza Leal, fuera nombrado embajador en Tailandia..  Tras el anuncio, opositores difundieron en redes sociales fragmentos descontextualizados de su novela El Diablo es Dios, los cuales habían sido publicados en Twitter cuando la cuenta aún funcionaba como parte del contenido audiovisual de la obra.
Ante las críticas, Mendoza explicó en un video dirigido a Francia Márquez y Laura Gil que los fragmentos difundidos eran expresiones de los personajes de su libro y no opiniones personales. También aclaró que su cuenta de Twitter, creada en 2013 para promocionar su novela, cambió en 2018 a su perfil personal bajo el nombre "Delator".
Pese a que el gobierno tailandés aprobó su nombramiento, Mendoza rechazó la oferta del presidente Gustavo Petro para continuar su labor como creador y denunciante, reafirmando su compromiso con la verdad y la libertad de expresión.

### En redes sociales
- Daniel Mendoza Leal - Delator en X (antes Twitter)
- Daniel Mendoza Leal en Facebook
- Daniel Mendoza Leal en Instagram

- Datos: Q106216109